# Ermanno Buffa di Perrero
Ermanno Buffa dei Conti di Perrero (Cavour, 1908 – 27 novembre 1982) è stato un insegnante italiano.
Appartenente ad una delle più antiche famiglie di Cavour, fu insegnante di scuola. Fu direttore generale del Club Alpino Italiano di Torino e promotore dell'apertura del "Museo Nazionale Duca degli Abruzzi". Negli anni '30 fu direttore della "Casa del Balilla" di Piazza Carducci a Torino.
Nel periodo bellico venne decorato dall'esercito statunitense per operazioni congiunte con il C.L.N.. Nel dopoguerra ricostituisce il Corpo Nazionale Giovani Esploratori Italiani